# Bolognesi (provincie)
| Bolognesi                                              | Bolognesi                                |
| ------------------------------------------------------ | ---------------------------------------- |
|                                                        |                                          |
| Harta localizării provinciei în cadrul regiunii Ancash |                                          |
| Informații generale                                    |                                          |
| Nume nativ                                             | Provincia de Bolognesi                   |
| Țară                                                   | Peru                                     |
| Regiune                                                | Ancash                                   |
| Primar                                                 | Juan Ernesto Rivera Alzamora (2011-2014) |
| - Capitală                                             | Chiquián                                 |
| - Suprafață totală                                     | 3155 km2                                 |
| - Districte                                            | 15                                       |
| Populație                                              |                                          |
| An recensământ                                         | 2007                                     |
| - Totală                                               | 30 725                                   |
| - Densitate                                            | 9,74/km2                                 |
| Fus orar                                               | UTC-5                                    |
| Sit web                                                | http://www.munibolognesi.gob.pe/         |
| UBIGEO                                                 | 0204                                     |
| Modifică text                                          |                                          |

Bolognesi este una dintre cele douăzeci de provincii din regiunea Ancash din Peru. Capitala este orașul Chiquián. Se învecinează cu provinciile Recuay, Huari, Huánuco, Lima, Ocros și Huarmey.

## Diviziune teritorială
Provincia este divizată în 15 districte (spaniolă: distritos, singular: distrito):
- Abelardo Pardo Lezameta
- Antonio Raymondi
- Aquia
- Canis
- Colquioc
- Cajacay
- Chiquián
- Huallanca
- Huasta
- Huayllacayán
- La Primavera
- Mangas
- Pacllón
- San Miguel de Corpanqui
- Ticllos

## Grupuri etnice
Provincia este locuită de către urmași ai populațiilor quechua. Limba spaniolă este limba care a fost învățată de către majoritatea populației (procent de 84,05%) în copilărie, iar 15,43% dintre locuitori au vorbit pentru prima dată quechua. (Recensământul peruan din 2007)